# Mohamed Benhima
Mohamed Benhima (Safim, 25 de junho de 1924 - Rabat, 23 de novembro de 1992) foi o quinto primeiro-ministro de Marrocos, servindo de 7 de julho de 1967 a 6 de outubro de 1969. Ele nasceu em Safi (Asfi), filho de Taïbi Benhima e Rkia Benhida. Ele morreu em 23 de novembro de 1992, em Rabat. Ele também foi Ministro da Educação e Ministro do Interior.